# Philippe Mesnard
Philippe Mesnard est professeur des universités en littérature comparée, chercheur au CELIS et membre de l’Institut Universitaire de France (IUF) Il a été de 2010 à 2015 directeur de la Fondation Auschwitz de Bruxelles.

## Parcours intellectuel
Philippe Mesnard dirige, à l’Institut Universitaire de France, le programme « Expressions collectives et énonciation testimoniale » (2022-2027) après avoir mené pendant cinq ans celui intitulé « La place du témoin ». Il est directeur de publication de la revue Mémoires en jeu fondée en 2016 qui a pour vocation d’interroger les questions de mémoires. Il a dirigé, de 2007 à 2013, le programme « Le sens en résistance » au Collège international de philosophie (Paris), après y avoir été responsable de séminaires depuis 1994 et jusqu’en 2020. Spécialiste des questions testimoniales et mémorielles, il leur consacre l’ensemble de ses travaux. Engagé à gauche, il exerce depuis près d’une quarantaine d’années une activité de critique dans divers journaux et revues. Par ailleurs, il mène des projets photographiques dans les domaines aussi bien de la recherche que de la création artistique.

## Formation et recherche
Il soutient en 1993 à Paris VII une thèse en littérature française, Maurice Blanchot. Le Sujet de l’engagement littéraire, sous la direction de Francis Marmande avec Julia Kristeva, Jacqueline Risset et Jean-Michel Rey dans son jury. Sa lecture consiste à mettre en évidence que la pensée de Blanchot porte à travers son œuvre un questionnement sur le rapport à la terreur qui dépasse la littérature autant que la politique, tout en comprenant l’une et l’autre. Cette lecture ne cède ni à la sacralisation de l’auteur, ni à sa disqualification au regard de son engagement à l’extrême droite durant les années trente ; or, sacralisation ou disqualification sont les deux tendances majeures de la réception de Blanchot contre lesquelles les travaux de Philippe Mesnard s’inscrivent radicalement en faux. Après plusieurs années de séminaires au Collège international de philosophie sur Blanchot et Levinas, Philippe Mesnard oriente ses recherches sur les questions testimoniales et mémorielles liées à la Shoah. Ainsi, d’un côté, il publie et commente les écrits des Sonderkommandos et, notamment, ceux de Zalmen Gradowski. De l’autre côté, il rassemble, en 2000, dans un volume hybride qui fera date, Consciences de la Shoah, à la fois des essais, des entretiens et des inédits réalisant un état des lieux des discours et des représentations du génocide des Juifs jusqu’à la fin des années 1990. Puis, il publie en 2007, Témoignages en résistance, une monographie, issue de son HDR, sur les configurations sémiotiques des témoignages de la Shoah. Il poursuit son travail d’éditeur d’archives et de traductions en étant le premier à publier les œuvres d’Edith Bruck, reprises en 2022 par Le Seuil, ainsi que le dénommé Recueil Auschwitz en 2022. Ce texte est un témoignage clandestin écrit par des Juifs internés à Auschwitz peu de temps avant la « libération » du camp.
Entre-temps, il mène, en 2005, l’édition critique d’un rapport inédit que Primo Levi a rédigé peu de temps après sa libération d’Auschwitz. Il s’engage alors dans un étude exhaustive de cet auteur à la fois survivant d’Auschwitz, témoin exemplaire, écrivain, intellectuel et chimiste de profession. Il met en évidence les multiples facettes de cet homme dont l’exigence de pensée le conduit régulièrement à faire l’expérience de ses propres contradictions. Ce travail de longue haleine aboutit à deux monographies en Italie, puis en France dont une biographie, à plusieurs recueils et de nombreux articles, ainsi qu’à plusieurs expositions qui circulent en France, en Italie et en Belgique.
De même que pour Maurice Blanchot, sa lecture de Primo Levi tient à se démarquer de toute sacralisation et de toute facilité interprétative qui réduisent la complexité de la pensée de ce survivant d’Auschwitz évoluant entre littérature, philosophie et engagement intellectuel. En cela, Philippe Mesnard rompt, d’un côté, avec l’esprit généraliste de la première biographie française de Myriam Anissimov, et le genre journalistique de grande qualité de la biographie anglaise de Yann Thomson, et de l’autre côté, avec la construction d’un personnage intouchable par une partie des spécialistes italiens.
À partir des années 2010, il ouvre ses recherches à d’autres mémoires et, ce faisant, à d’autres configurations testimoniales en rapport avec les aires hispanophones, la guerre d’Algérie, le Moyen-Orient, mais aussi le rapport entre passé, mémoire et espace (d’où ses travaux sur paysage et mémoires).
Sur les plans théorique et méthodologique, il privilégie l’analyse de la standardisation mémorielle contrairement aux tendances dominantes qui se focalisent sur l’exceptionnalité des violences (notamment Giorgio Agamben ou, en France, Catherine Coquio) refusant de voir combien leurs représentations sont régulées par des stéréotypes et des clichés, des modèles et des dispositifs normatifs. Sans céder à aucune tentation essentialisante, il s’oppose aussi aux réductions des expressions testimoniales à un ou des genres (Rastier, Lacoste) et à leur assignation à des catégories que ces expressions peuvent traverser ou emprunter sans s’y fixer, sauf à perdre leur singularité. À partir des années 2020, il développe aussi bien une pensée qu’une pratique du collectif qui fonctionne comme outil critique mettant à distance le risque d’individuation des témoins.

## Revue et enjeux de mémoire. Une pratique du collectif
La revue représentant, pour lui, un des laboratoires du collectif, il se trouve de longue date à participer au comité de rédaction de nombre d’entre elles comme Tumultes (Paris VII), Vacarme (faisant partie de l’équipe fondatrice), Mouvements (éditions La Découverte) et à rédiger des articles notamment pour AOC depuis sa fondation et En attendant Nadeau. En 2008, il devient rédacteur en chef de la revue Témoigner entre histoire et mémoire de la Fondation Auschwitz de Bruxelles, dont il sera le directeur général de 2010 à 2015. À son départ de la Fondation, il crée Mémoires en jeu pour relever le pari d’une indépendance vis-à-vis aussi bien des institutions et des bailleurs de fonds, que des disciplines, faisant de l’interdisciplinarité le principe fondateur des études mémorielles et testimoniales. Sa conception des enjeux mémoriels le conduit à intervenir sur des radios publiques à propos des situations contemporaines telles la panthéonisation de Missak et Mélinée Manouchian ou les attentats du 7 octobre et leur conséquences. Les différentes expositions dont il est commissaire répondent aux mêmes exigences d’ouverture à la société.

## Ouvrages[11]
(1996) Maurice Blanchot. Le Sujet de l’engagement, Paris, L’Harmattan, 350 p.
(2000) Consciences de la Shoah. Critique des discours et des représentations, Paris, Kimé, 430 p.
(2001) Giorgio Agamben à l’épreuve d’Auschwitz, avec Claudine Kahan, Paris, Kimé, 134 p.
(2002) La Victime écran. La représentation humanitaire en question, postface de Rony Brauman, Textuel, Paris, 175 p.
(2004) Attualità della vittima. La rappresentazione umanitaria della sofferenza, Verona, Ombre Corte, 150 p.
(2005) Rapport sur Auschwitz, avec la publication en exclusivité de deux textes inédits en France de Primo Levi, avec présentation et appareil critique, Paris, Kimé (traduit en espagnol et catalan en 2005, en allemand en 2006), 111 p.
(2007) Témoignage en résistance, Paris, Stock, collection « Un ordre d’idées », 420 p. Traduction : (2010) Testimonio en resistencia, trad. Sylvia Kott, Waldhutter Editores, Buenos Aires, 476 p.
(2008) Primo Levi. Una vita per immagini, Venise, Marsilio, 225 p.
(2019) réédition augmentée en poche : Primo Levi. Le Passage du témoin [biographie], Paris, Fayard, 790 p. (1re édition : 2011 : 618 p). Prix 2012 de la Biographie Le Point ; Prix 2012 de l’Académie française pour la biographie historique.
(2021) Les Paradoxes de la mémoire. Essai sur la condition mémorielle contemporaine, Lormont, Lormont, Le Bord de l’eau, 209 p.
(2022). Traces de vie à Auschwitz. Édition commentée de l’« Introduction au projet du Recueil Auschwitz » (manuscrit clandestin, 1944), traduction de Batia Baum et Rachel Ertel, avec 8 contributions de spécialistes du yiddish et d’historiens, édition dirigée par Philippe Mesnard, Lormont, Le Bord de l’eau, 160 p.

## Commissariat d'expositions
(2006) Prisonniers de l’image, Centre d’histoire de la résistance et de la déportation (CHRD, Lyon), octobre 2005 - janvier 2006 ; puis en 2006, à Carpi et à Ascoli en Italie.
(2007) Primo Levi de la vie à l’œuvre (exposition itinérante versions française, italienne, néerlandaise et allemande), Centre d’histoire de la résistance et de la déportation (CHRD, Lyon), exposée à Lyon (2007-2008), Turin, Carpi, Bruxelles, Genk, Valence. Primo Levi I Giorni e le opere à Turin, Carpi et à Bergame (2007-2008).
(2012) Belgique 1914-1945 : témoins au cœur de la tourmente (exposition itinérante versions française et néerlandaise). Musée Royale de l’Armée (Bruxelles), septembre - décembre 2013.
(2013) Jean Améry. D’ombres et de lumières. Une vie 1912-1978 (exposition itinérante versions française et néerlandaise), co-commissariat avec Irène Heidelberger-Leonard, Fondation Auschwitz.
(2019-2022). Paysages de mémoire (exposition itinérante), co-commissariat avec Luba Jurgenson.